# Кучер, Надежда Анатольевна
Наде́жда Анато́льевна Ку́чер (бел. Надзе́я Анато́леўна Ку́чар; 18 мая 1983, Минск, БССР) — оперная певица украинского происхождения (сопрано).

## Биография
Отец — Анатолий Андреевич Кучер (г. Сумы, Украина), военнослужащий, подполковник запаса; мать — Зоя Яковлевна Кучер (г. Бурынь, Сумская область, Украина), филолог.
Большую роль в жизни Надежды сыграл Белорусский детский фонд: в 7 лет будущей артистке поставили «сердечный» диагноз, нужна была операция, а на тот момент, 1990-й год, она делалась в одной-единственной на весь Советский Союз клинике — в Каунасе у профессора Юргиса Бредикиса. Для этого нужны были деньги, у родителей их не было. Мама обратилась в Детский фонд, который взял расходы на себя.
С 10 лет Надежда пела в детском хоре, солировала до 17 лет. Первая песня, спетая сольно в хоре, — «Радзіма мая дарагая» на музыку Владимира Оловникова.
В 2003 году с отличием окончила Минское музыкальное училище им. Глинки по специальности «Музыковедение». Окончив музучилище, три сезона отработала в хоре в Национальном академическом театре оперы и балета Беларуси.
В 2006 году стала лауреатом 1 премии конкурса вокалистов в рамках Международного фестиваля духовной музыки «Магутны Божа».
В 2007 году — лауреат 1 премии двух Международных конкурсов: Бибигуль Тулегеновой в Казахстане и Ирины Богачевой в Санкт-Петербурге.
Также в 2007 году состоялся первый оперный дебют в театре оперы и балета Санкт-Петербургской консерватории — партия Марфы в опере Римского-Корсакова «Царская невеста». А в 2009 уже на профессиональной сцене — в Михайловском театре — Надежда дебютировала в партии Виолетты в опере Верди «Травиата». В этом же театре она исполнила другие ведущие партии для лирико-колоратурного сопрано (Принцесса Евдоксия в опере Галеви «Жидовка», Оскар в опере Верди «Бал-Маскарад»).
Надежда Кучер ведёт активную концертную деятельность. Так за время учёбы в консерватории под руководством Сергея Стадлера она приняла участие во многих проектах, исполнив партии Лючии («Лючия ди Ламмермур» Доницетти), Марии («Иван IV» Бизе), Серафима («Христос на Масличной горе» Бетховена), сопрано в Реквиеме Моцарта.
В октябре 2010 году в Пекине состоялся первый сольный концерт на сцене пекинского концертного зала. Партию фортепиано исполнил бессменный концертмейстер, лауреат международных конкурсов Дмитрий Павлий. В 2011 году окончила Санкт-Петербургскую государственную консерваторию по специальности «сольное пение» (класс з. а. России, заслуженного деятеля искусств России, профессора Тамары Новиченко; камерный класс — Изотова Кира Владимировна).
21 мая 2012 года исполнила заглавную роль в премьерной российской постановке оперы Паскаля Дюсапена Медеяматериал в рамках 6-го Дягилевского фестиваля в Перми, дирижёр — Теодор Курентзис. За эту роль получила Золотую Маску.
В июне 2012-го совместно с дирижёром Теодором Курентзисом и оркестром MusicAeterna записала программу произведений французского композитора эпохи барокко Рамо для лейбла Sony Classical.
В сентябре 2012 года Надежда стала обладательницей Гран-При Международного конкурса вокалистов в Голландии. Также на этом конкурсе она была удостоена приза зрительских симпатий и приза за лучшее исполнение обязательного произведения Еппе Муляйна Et fit lux.
В июне 2014 году дебютировала в роли Эльвиры в опере В. Беллини «Пуритане» в Муниципальном театре Сантьяго, Чили: постановка Emilio Sagi, дирижёр José Miguel Pérez-Sierra.
20 октября 2014 года звукозаписывающая компания «Sony Classical» выпустила диск «Sound of Light» с музыкой Жана-Филиппа Рамо (оркестр Musica Aeterna, дирижёр — Теодор Курентзис)
В апрела 2015 года Надежда второй раз стала лауреатом премии Золотая маска в номинации «Опера — Женская роль» за исполнении партии Доньи Исабель, (Перселл «Королева индейцев», Театр оперы и балета, Пермь)
В июне 2015 года выиграла Международный конкурс оперных певцов в Кардиффе, на котором представляла родную Беларусь.
В сентябре 2015 года дебютировала в роли Матильды в патриотической опере Джоаккино Россини «Вильгельм Тельм» в Большом Театре Женевы.
В декабре 2015 года исполнила партию Виолетты в опере Дж. Верди «Травиата» в Берлинской опере на сцене Schiller-Theater, дирижёр Даниэль Баренбойм, режиссёр Дитер Дорн.
Солистка Пермского театра оперы и балета с 2012 по 2018 год.
С 2018 года — приглашённая артистка Большого театра Беларуси.

## Репертуар
| ОПЕРЫ 1. В. Беллини, «Пуритане» (Эльвира) 2. Ж. Бизе, «Иван Грозный» (Мария) 3. Дж. Верди, «Травиата» (Виолетта) 4. Дж. Верди, «Бал-Маскарад» (Оскар) 5. Дж. Верди, «Риголетто» (Джильда) 6. Ж. Ф. Галеви, «Жидовка» (Принцесса Евдоксия) 7. М. И. Глинка, «Жизнь за царя» (Антонида) 8. М. Глинка, «Руслан и Людмила» (Людмила) 9. Г. Доницетти, «Лючия ди Ламмермур» (Лючия) 10. П. Дюсапен, «Medeamaterial» (Медея) 11. Н. А. Мартынов, «Вишнёвый сад» (Раневская) 12. Ж. Массне, «Золушка» (Фея) 13. В. А. Моцарт, «Волшебная флейта» (Царица ночи) 14. В. А. Моцарт, «Свадьба Фигаро» (Графиня) 15. Ж. Оффенбах, «Сказки Гофмана» (Олимпия) 16. Г. Пёрселл, «Королева индейцев» (Донья Исабель) 17. Дж. Пуччини, «Богема» (Мюзетта) 18. Н. А. Римский-Корсаков, «Царская невеста» (Марфа) 19. Дж. Россини, «Вильгельм Телль» (Матильда) 20. Дж. Россини, «Танкред» (Аменаида) | КАНТАТНО-ОРАТОРИАЛЬНЫЕ ЖАНРЫ 1. И. С. Бах, Магнификат (сопрано) 2. Л. В. Бетховен, «Христос на Масличной горе» (Серафим) 3. И. Брамс, Немецкий реквием (сопрано) 4. Дж. Верди, Реквием (сопрано) 5. Й. Гайдн, «Сотворение мира» (Gabriel) 6. Й. Гайдн, "Времена Года" ( Ханна) 7. Г. Ф. Гендель, Dixit Dominus (сопрано) 8. Г. Малер, Симфония n.4 (сопрано) 9. В. А. Моцарт, Реквием (сопрано) 10. К. Орф, Кармина Бурана (сопрано) 11. И. Стравинский, «Свадебка» (сопрано) 12. Дж. Мейербер, кантата " Gli amori di Teolinda" |

## Признание
Первые премии на конкурсе вокалистов в рамках международного фестиваля «Магутны Божа» (Могилёв, Беларусь, 2005), на Международном конкурсе вокалистов Бибигуль Тулегеновой (Алма-Ата, Казахстан, 2007), Международном конкурсе оперных певцов «Санкт-Петербург» (2007), II Международном конкурсе молодых оперных певцов памяти М. Д. Михайлова в Чебоксарах (2011) и др.